# 金領

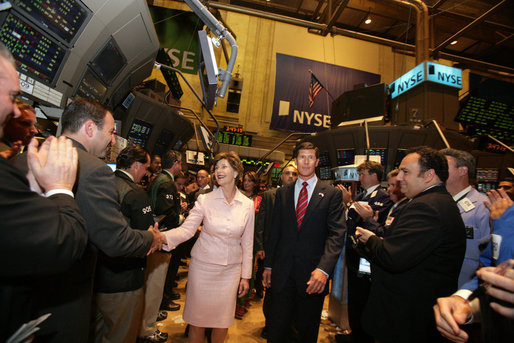
第一夫人蘿拉布希2006年訪問紐約證交所的交易員

金领是由“白领”衍生出来的名词，俗稱大款、大亨，在英文中，稱大君（TYCOON）。用以指最能赚钱的一批人，也指财富的拥有者，如大企业经理、首席执行官、经纪人、老板等，特别是工商界、经济管理界、金融界的。富有是“金领”的特征，所以用“金”字来概括。类似的衍生名词有“粉领”、“灰领”、等等。